# Moto Guzzi Triporteurs
De Moto Guzzi triporteurs waren driewielige transportmotorfietsen (triporteurs) van het merk Moto Guzzi, die in Italië "Motocarri" genoemd werden.
De "motocarri" van Moto Guzzi hadden allemaal het voordeel dat de laadruimte achter de bestuurder zat. Daardoor kon, in tegenstelling tot een gemotoriseerde bakfiets, de lading zo hoog mogelijk gestapeld worden of zelfs een hoge, gesloten laadruimte worden gebruikt, zonder het zicht te belemmeren. Bovendien werd de besturing nauwelijks zwaarder wanneer de machine beladen was. Tijdens en na de Tweede Wereldoorlog werden ook driewielige transportvoertuigen met een specifieke militaire taak ontwikkeld.

## Motocarro Typo 107
In 1928 verscheen het eerste model, de Typo 107. De hele voorkant was een Moto Guzzi Sport, waar een chassis aangeschroefd was. Daardoor was de machine ook weer snel om te bouwen tot een gewone motorfiets. Het Typo 107 kostte zonder laadbak 8.150 lire, met gesloten opbouw 8.600 lire.

### Motor
Net als de Sport had het Typo 107 een blokmotor, waarbij motor en versnellingsbak een gezamenlijk carter en smeersysteem hadden. Het was een kop/zijklepmotor, maar Carlo Guzzi week af van de gebaande paden. Normaal werd bij een dergelijke motor de kopklep als inlaatklep gebruikt en de zijklep als uitlaatklep. Maar de uitlaatklep had de meeste behoefte aan rijwindkoeling, en daarom paste hij bij zijn liggende motor deze klep als kopklep toe. Ze werd bediend door een stoterstang en een tuimelaar. De inlaatklep werd door een eenvoudige klepstoter aangestuurd. De gietijzeren cilinder had koelribben in de lengte, in verband met de horizontale plaatsing. De zuiger had vier zuigerveren, aangevuld met nog eens twee olieschraapveren. Daardoor kon het olieverbruik binnen de perken blijven. Door de draairichting van de motor (achterstevoren) gooide de krukas de olie via spatsmering omhoog tegen de bovenkant van de cilinder in plaats van rechtstreeks terug in de oliepan. De zwaartekracht zorgde voor de smering van de rest van de cilinderwand. De machine had een olieterugvoerpomp, die rechts op het carter zat en de olie uit het carter terug voerde naar de olietank, die vlak onder de brandstoftank in de rijwind zat. Daardoor was nu een automatisch dry-sumpsysteem ontstaan. De brandstofvoorziening gebeurde door een Amac- semiautomatische schuifcarburateur en op het stuur zaten manettes voor het gas en de choke.

### Aandrijflijn
De aandrijflijn week niet af van die van de Sport. Ze bestond dus uit een primaire aandrijving met tandwielen, een meervoudige natte platenkoppeling, een drieversnellingsbak en een ketting naar het achterwiel. Die ketting was bijzonder lang, en werd daarom over een ondersteuningstandwiel met een spaninrichting geleid. De achterrem was een remband die door een pedaal werd bediend.

### Rijwielgedeelte/chassis
Het motorframe was uit één stuk gelast. De Sport had geen voorrem, maar de Motocarro had een trommelrem in het voorwiel. De voorvering bestond uit een Girdervork met een centrale schroefveer zonder demping. Het "chassis" was een eenvoudige constructie die bestond uit twee kokerbalken die van het motorframe naar de achteras liepen en ondersteund werden door twee buizen vanaf de zadelpen. Boven de achteras waren twee bladveerpakketten aangebracht, die de motor niet afveerden, maar de laadbak wel.

## Motocarro Sport 14
Toen de Moto Guzzi Sport 14 in 1929 op de markt kwam, werd de transportdriewieler onmiddellijk uitgerust met diens onderdelen. Aan de prijsstelling en de opbouw van het achterste gedeelte veranderde waarschijnlijk niets. De introductie van de Sport 14 gebeurde niet ineens, maar door een geleidelijke evolutie van de "Sport". Dat was bij de Motocarro ook zo.

## Mototriciclo 32 en Motocarro 109-32
De Mototriciclo 32 kwam voort uit een opdracht om militaire triporteurs aan het Italiaanse leger te leveren. Om de wendbaarheid te vergroten werd de wielbasis iets kleiner, net als de spoorbreedte. De techniek kwam van de Sport 15, die in 1931 was verschenen, met uitzondering van de magneetontsteking (Marelli in plaats van Bosch), waarschijnlijk omdat het leger niet afhankelijk wilde zijn van buitenlandse leveranciers, en de grotere tankinhoud. 935 Exemplaren werden aan het leger geleverd, maar 143 eenheden werden aan burgers verkocht onder de typenaam Motocarro 109-32.

## P 250 Prototype
Toen de P 250 in 1934 op de markt kwam, bouwde Moto Guzzi ook een triporteur op basis van dit model, dat nog de 232 cc motor had. Technisch was er geen verschil met de andere modellen. De voorkant was P 250, de achterkant had een laadbak met bladvering. Het P 250 prototype kon ook voorzien worden van een gesloten laadbak waaraan een canvas dakje voor de bestuurder was bevestigd. Daarnaast kon die worden beschermd met een toerruit, een canvas afdekking en beenschilden, maar hoewel er in 1935 nog ontwikkelingswerk werd gedaan, kwam het nooit tot productie.

## Motocarro S
In 1934 verscheen de Moto Guzzi S-serie, met de kop/zijklepmotor van de Sport 15 en de vierversnellingsbak uit de Moto Guzzi V-serie. Het was dan ook logisch de nieuwe transporteur van die combinatie te voorzien. Omdat de aandrijving nu leek op die van de S-serie werd de naam "Motocarro S". Toch werd de machine wel gemoderniseerd: er kwam een achteras met een differentieel, de versnellingsbak had naar keuze vier versnellingen of drie met een achteruit. Het laadvermogen steeg naar 800 kg. De achteras kreeg schijfwielen.

## ER
In 1938 werd de Motocarro voorzien van de kopklepmotor van de Moto Guzzi V-serie. Hij had nu drie versnellingen vooruit en één achteruit en drie trommelremmen. Het laadvermogen was behoorlijk toegenomen: 1.000 kg. Het losse chassis kostte 9.800 lire, de complete triporteur met opbouw kostte 10.400 lire.

## Typo U
De Typo U uit 1942 was een verbeterde versie van de ER, gebouwd naar de zeer strenge eisen van het regime van Benito Mussolini. Hij kreeg geforceerde luchtkoeling met een ventilator, maar zonder de gebruikelijke windtunnel rond de cilinder. Daarnaast kwam er ook een reductie in de eindaandrijving, waardoor een hoge en lage gearing ontstond. In combinatie met de drieversnellingsbak leverden de twee overbrengingen in de eindreductie 3 × 2 = 6 versnellingen vooruit en 1 × 2 = 2 versnellingen achteruit op. De voorvork was verstevigd en het chassis ook. Daardoor was het laadvermogen gestegen tot meer dan 1.000 kg.

## Ercole
De Ercole verscheen in 1946 en zou tot 1980 in productie blijven. Dit model was opnieuw zwaarder gebouwd dan zijn voorgangers, en vanwege het toenemende laadvermogen was er nu een extra transmissie met kegeltandwielen achter de versnellingsbak gemonteerd, om de cardanaandrijving mogelijk te maken. De V-serie motor had nu vijf versnellingen vóóruit en één achteruit. De motor had geforceerde luchtkoeling. Het laadvermogen bedroeg intussen 1.500 kg. De Ercole werd uiteraard nog verbeterd. De laatste versies hadden de motor van de Moto Guzzi Falcone en een elektrische startmotor. Vanaf ca. 1960 kon men ook een cabine laten monteren, maar anders dan de "Edile" was er geen stoel. De cabine was gewoon over de motorfiets geplaatst. Dit moet ondanks die cabine een tamelijk oncomfortabel vervoermiddel zijn geweest, want het motorgeluid werd nu door de cabine nog eens versterkt. Hoewel er naast de motor brede schilden waren aangebracht (tot aan de deuren), konden water en modder gewoon binnendringen. Het remsysteem werd in de loop van de jaren hydraulisch, en een kipinstallatie die met de hand of - tegen meerprijs - hydraulisch kon worden bediend.

## Edile
Hoewel de Edile, die in 1946 tegelijk met de Ercole op de markt kwam, leek op een normale motocarro met een opgebouwde cabine, was de constructie helemaal anders. Het chassis bestond uit een grote centrale kokerbalk die het balhoofd met de achteras verbond. Van een motorfietsframe was dus geen sprake. De bestuurder zat aan de rechterkant in de cabine, het motorblok (de gebruikelijke 500 cc eencilinder) lag in het midden, gecombineerd met een Ercole-vijfversnellingsbak mét achteruitversnelling. De besturing vond plaats door een stuurwiel dat via een stuurhuis de zeer sterke en eenvoudige voorvork bediende. Ook het voorwiel was nu een autowiel geworden. Links in de cabine hing een reservewiel. De Edile had geen voor- of achtervering. De cabine had geen deuren. De versnellingsbakverhoudingen lagen zeer dicht bij elkaar, want de topsnelheid was ongeveer 25 km/h. Daaruit blijkt ook wel dat de Edile was bedoeld om de bespannen wagens te vervangen. Het laadvermogen was bijzonder hoog: 3.600 kg. De Edile werd echter geen succes en de productie werd in 1947 weer gestaakt.

## Motocarro Ercolino
In 1956 kwam de kleine Motocarro Ercolino met de 192cc-tweetaktmotor van de Moto Guzzi Galletto scooter op de markt. De motor werd wel aangepast, want hij werd in de lengte geplaatst vanwege de cardanaandrijving van de Ercolino. Bovendien kreeg hij een geforceerde luchtkoeling. Het eerste model had nog 15-inch-schijfwielen achter en een 14" schijfwiel vóór. In 1959 werden kleinere 10" wielen gemonteerd. De Ercolino had een kickstarter, maar kon op verzoek met een elektrische startmotor worden geleverd. Het laadvermogen was 350 kg, maar ook dat kon verhoogd worden tot 590 kg. De basisprijs was eind jaren vijftig 389.000 lire, maar bij duurdere varianten met een cabine kon de prijs oplopen tot 489.000 lire.

## Autoveicolo da Montagna 3 X 3
Aan het einde van de jaren vijftig kreeg Moto Guzzi van het Italiaanse Ministerie van Defensie het verzoek een speciaal voertuig te ontwikkelen voor de "Alpini" (bergtroepen). Die transporteerden op dat moment hun materiaal nog met ezels. Men stelde generaal Garbari aan als projectofficier en formuleerde een aantal eisen waar het voertuig aan moest voldoen: het moest een last van 500 kg kunnen verplaatsen door alle mogelijke vormen van terrein, met name in bergachtige gebieden en over zeer smalle paden. De ontwikkeling werd eerst in handen van Antonio Micucci gelegd en later werd er aan gewerkt door Soldavini en Giulio Cesare Carcano. Carcano had juist een nieuwe langsgeplaatste V-twin met geforceerde luchtkoeling ontwikkeld, waar de directie van Moto Guzzi geen brood in zag. Er was een 500- en een 650cc-versie beschikbaar die bestemd was voor de Fiat 500, maar Fiat trok zich uit het project terug. Carcano zag zijn kans schoon om toch nog een toepassing voor zijn nieuwe motor te vinden. De "Mulo Meccanico" (Mechanische Ezel) werd een zeer bijzondere machine, met driewielaandrijving en variabele wielbasis en spoorbreedte. De 754cc-motor leverde slechts 20 pk, vanwege de lage compressieverhouding die, rekening houdend met benzine van lage kwaliteit, noodzakelijk was. Het koppel van 47 Nm werd echter al bij 2.400 tpm bereikt. Er was slechts één 26mm-Weber-carburateur gebruikt en de machine had een waterdichte bobine-ontsteking. Er was een chassis toegepast dat bestond uit buizen en geperste stalen kokerbalken. De achterwielophanging bestond uit twee kokerbalk-armen die door rubbervering werden afgeveerd. Aan de voorkant zat een enkelzijdige telescoopvork met schroefveren. De besturing gebeurde met een autostuur via kegeltandwielen. De bestuurder zat op een motorfietszadel, maar de bediening gebeurde via hendels en pedalen zoals in een auto. De motor zat achter de bestuurder. Daarachter zat een handgeschakelde versnellingsbak met zes versnellingen vooruit en één achteruit. Er was een centraal differentieel met een teruglooppal om achteruitrollen te voorkomen. 20% van de aandrijving ging naar het voorwiel, 80% naar de achterwielen. De achterwielaandrijving gebeurde met twee cardanassen die vanuit het differentieel schuin naar de beide wielen gingen, de voorwielaandrijving door een cardanas die vanaf het differentieel tussen de cilinders door naar het balhoofd ging. Met behulp van drie kegeltandwielen werd de aandrijving bij de stuurinrichting naar een volgende cardanas geleid, die het voorwiel aandreef. In één aluminium kast bevonden zich zowel de versnellingsbak, het differentieel en de inrichting om de spoorbreedte aan te passen. Dat kon rijdend gebeuren: over een afstand van ongeveer 25 met kon de spoorbreedte gewijzigd worden van 1300 mm tot 850 mm of andersom, maar in noodgevallen kon dat ook stilstaand gebeuren. De trommelremmen achter werden hydraulische bediend, de trommelrem aan de voorkant met behulp van een bowdenkabel. Achter de achterwielen zaten spanrollen, waardoor er een korte rupsband gemonteerd kon worden. Het voorspatbord liet voldoende ruimte voor een sneeuwketting. De Autoveicolo da Montagna voldeed echter niet aan de verwachtingen. Zolang er rechtuit werd gereden kon de machine de meest onwaarschijnlijke hellingen nemen, maar zijdelings bestond altijd het gevaar van omvallen, doordat er maar drie wielen waren. Op de bergpaden waren zeer korte bochten of rotsblokken voldoende om de mechanische ezel te stoppen, terwijl een echte ezel hier geen enkel probleem ondervond. Daardoor werd de Autoveicolo da Montagna al in 1963 uit productie genomen.

## Aiace
In 1962 verscheen de Motocarro Aiace als goedkoop transportmiddel voor stadsdistributie. Hij werd uitgerust met de motor van de Moto Guzzi Zigolo 110, een klein tweetaktje. Hij had een cabine zonder deuren waar de motor achter gemonteerd was. Daardoor kon de aandrijving rechtstreeks geschieden vanuit de drieversnellingsbak met ingebouwd differentieel. Uiteraard was er ook een achteruitversnelling aan boord. De bestuurder had een motorfietsstuur en er was een schommelvoorvork toegepast. Achter zaten hydraulische schokdempers. Zonder cabine en opbouw kostte de Aiace 164.000 lire, compleet opgebouwd was de prijs 243.000 lire. Een succes werd het niet: in 1963 werd de productie alweer gestaakt, maar er kwamen nog twee 50cc-opvolgers: de Dingotre en de Furghino.

## Dingotre
De Dingotre verscheen in 1965 en was net als de Aiace bedoeld voor licht vervoer. Hij had echter een groot voordeel: door de 50cc-motor had de bestuurder geen rijbewijs nodig. De motor van de Moto Guzzi Dingo werd onder de bestuurderszitplaats gebouwd. Die motor was daarom wel voorzien van geforceerde luchtkoeling. De Dingotre had geen cabine, maar wel een paar grote beenschilden waardoor de voorkant op die van een scooter leek. Er was een dikke buis als chassis gebruikt. Er zat een groot voetrempedaal op, maar de drie versnellingen waren handgeschakeld. Aan de voorkant zat een telescoopvork, de achterwielen werden door kleine bladveren afgeveerd. Omdat het voertuig licht was, had het kettingaandrijving naar de achterwielen. Een achteruitversnelling was er niet. De Dingotre bleef tot 1968 in productie en werd opgevolgd door de Furghino. De Dingotre kostte 151.000 lire zonder opbouw en 210.500 compleet.

## Ciclocarro Furghino
De Furghino werd van 1968 tot 1971 geproduceerd. Ook deze had de motor van de Dingo, mét geforceerde luchtkoeling, maar die was nu iets verder naar achteren en in de lengterichting gemonteerd. Daardoor kon cardanaandrijving worden toegepast en bovendien lag het blokje buiten de cabine. Net als bij de Aiace had die cabine geen deuren, waardoor de Furghino minder luxe was dan bijvoorbeeld een Piaggio Ape. De Furghino kostte zonder opbouw 293.000 lire en compleet 339.000 lire

## Technische gegevens
| Periode                | 1928                                             | 1929-1932                                        | 1933-1936                                        | 1934-1935                            | 1936-1937                                        | 1938-1941                                                | 1942-1946                                 | 1946-1980                               | 1946-1947                               | 1956-1970                               | 1960-1963                                                      | 1962-1963                               | 1965-1968                         | 1968-1971                         |                  |                  |
| Motortype              | Kop/zijklepmotor                                 | Kop/zijklepmotor                                 | Kop/zijklepmotor                                 | Kopklepmotor                         | Kop/zijklepmotor                                 | Kopklepmotor                                             | Kopklepmotor                              | Kopklepmotor                            | Kopklepmotor                            | Kopklepmotor                            | Kopklepmotor                                                   | Tweetaktmotor                           | Tweetaktmotor                     | Tweetaktmotor                     |                  |                  |
| Bouwwijze              | Dwarsgeplaatste liggende eencilinder             | Dwarsgeplaatste liggende eencilinder             | Dwarsgeplaatste liggende eencilinder             | Dwarsgeplaatste liggende eencilinder | Dwarsgeplaatste liggende eencilinder             | Dwarsgeplaatste liggende eencilinder                     | Dwarsgeplaatste liggende eencilinder      | Dwarsgeplaatste liggende eencilinder    | Dwarsgeplaatste liggende eencilinder    | Langsgeplaatste liggende eencilinder    | Langsgeplaatste 90° V-twin                                     | Dwarsgeplaatste liggende eencilinder    | Dwarsgeplaatste eencilinder       | Langsgeplaatste eencilinder       |                  |                  |
| Cilinder               | Gietijzer                                        | Gietijzer                                        | Gietijzer                                        | Gietijzer                            | Gietijzer                                        | Gietijzer                                                | Gietijzer                                 | Gietijzer, vanaf 1955: Aluminium        | Gietijzer                               | Aluminium                               | Aluminium                                                      | Aluminium                               | Aluminium                         | Aluminium                         |                  |                  |
| Cilinderkop            | Gietijzer                                        | Gietijzer                                        | Gietijzer                                        | Gietijzer                            | Gietijzer                                        | Gietijzer                                                | Gietijzer                                 | Gietijzer, vanaf 1955: Aluminium        | Gietijzer                               | Aluminium                               | Aluminium                                                      | Aluminium                               | Aluminium                         | Aluminium                         |                  |                  |
| Klepopstelling         | Inlaat 1 zijklep, uitlaat 1 kopklep              | Inlaat 1 zijklep, uitlaat 1 kopklep              | Inlaat 1 zijklep, uitlaat 1 kopklep              | 2 Kopkleppen                         | Inlaat 1 zijklep, uitlaat 1 kopklep              | 2 Kopkleppen                                             | 2 Kopkleppen                              | 2 Kopkleppen                            | 2 Kopkleppen                            | 2 Kopkleppen                            | 4 kopkleppen                                                   | Nvt                                     | Nvt                               | Nvt                               |                  |                  |
| Klepbediening          | Inlaat klepstoter, uitlaat stoterstang/tuimelaar | Inlaat klepstoter, uitlaat stoterstang/tuimelaar | Inlaat klepstoter, uitlaat stoterstang/tuimelaar | Stoterstangen                        | Inlaat klepstoter, uitlaat stoterstang/tuimelaar | Stoterstangen/tuimelaars                                 | Stoterstangen/tuimelaars                  | Stoterstangen/tuimelaars                | Stoterstangen/tuimelaars                | Stoterstangen/tuimelaars                | Stoterstangen/tuimelaars                                       | Nvt                                     | Nvt                               | Nvt                               |                  |                  |
| Carburateur            | Amac 15 PSY 25 mm                                | Amac                                             | Amal                                             | Dell'Orto SB 22                      | Amal 6/142 of Dell'Orto MCS 25                   | Dell'Orto 2 MC 25                                        | Onbekend                                  | Variërend                               | Onbekend                                | Dell'Orto MA 19 BS1                     | Weber 26 IMB 1 of 26 IMB 4                                     | Dell'Orto MAF 18 B 1                    | Dell'Orto SHA 14.12               | Dell'Orto MB 18 BS                |                  |                  |
| Ontsteking             | Bosch ZE 1 magneet                               | Bosch ZE 1 magneet                               | Marelli LAN 1 magneet                            | Bosch magneet                        | Bosch magneet                                    | Magneet                                                  | Magneet                                   | Variërend                               | Magneet                                 | Bobine                                  | Bobine                                                         | Bobine                                  | Vliegwielmagneet                  | Vliegwielmagneet                  |                  |                  |
| boring                 | 88 mm                                            | 88 mm                                            | 88 mm                                            | 68 mm                                | 88 mm                                            | 88 mm                                                    | 88 mm                                     | 88 mm                                   | 88 mm                                   | 65 mm                                   | 80 mm                                                          | 52 mm                                   | 38,5 mm                           | 38,5 mm                           |                  |                  |
| slag                   | 82 mm                                            | 82 mm                                            | 82 mm                                            | 64 mm                                | 82 mm                                            | 82 mm                                                    | 82 mm                                     | 82 mm                                   | 82 mm                                   | 58 mm                                   | 75 mm                                                          | 52 mm                                   | 42 mm                             | 42 mm                             |                  |                  |
| Cilinderinhoud         | 498,4 cc                                         | 498,4 cc                                         | 498,4 cc                                         | 232,3 cc                             | 498,4 cc                                         | 498,4 cc                                                 | 498,4 cc                                  | 498,4 cc                                | 498,4 cc                                | 192,5 cc                                | 754 cc                                                         | 110,4 cc                                | 42 mm                             | 42 mm                             |                  |                  |
| Smeersysteem           | Dry-sump                                         | Dry-sump                                         | Dry-sump                                         | Dry-sump                             | Dry-sump                                         | Dry-sump                                                 | Dry-sump                                  | Dry-sump vanaf 1971: wet-sump           | Dry-sump                                | Dry-sump                                | Dry-sump                                                       | Mengsmering 20:1                        | 48,9 cc                           | 48,9 cc                           |                  |                  |
| Compressieverhouding   | 4,5:1                                            | 4,5:1                                            | 4,7:1                                            | 6:1                                  | 4,6:1                                            | 5,5:1                                                    | 5,5:1                                     | Variërend                               | 5,5:1                                   | 6,4:1                                   | 6,5:1                                                          | 7,5:1                                   | 7,5:1                             | 9:1                               |                  |                  |
| Max. Vermogen          | 13 pk bij 3.800 tpm                              | 13,2 pk bij 3.800 tpm                            | 13,2 pk bij 4.000 tpm                            | 9 pk bij 5.500 tpm                   | 13,2 pk bij 4.000 tpm                            | 17,8 pk bij 4.300 tpm                                    | Onbekend                                  | Variërend                               | 16 pk bij 3.700 tpm                     | 7,5 pk bij 5.200 tpm                    | 20 pk bij 4.000 tpm                                            | 4,2 pk bij 5.200 tpm                    | 1,47 pk bij 5.400 tpm             | 1,5 pk bij 6.200 tpm              |                  |                  |
| Topsnelheid            | 60 km/h                                          | 60 km/h                                          | 53 km/h                                          | Onbekend                             | 60 km/h                                          | 60 km/h                                                  | 60 km/h                                   | ca. 60 km/h                             | 25 km/h                                 | 60 km/h                                 | 50 km/h (beladen)                                              | 45 km/h                                 | 40 km/h                           | 40 km/h                           |                  |                  |
| Primaire aandrijving   | Tandwielen                                       | Tandwielen                                       | Tandwielen                                       | Tandwielen                           | Tandwielen                                       | Tandwielen                                               | Tandwielen                                | Tandwielen                              | Tandwielen                              | Tandwielen                              | Rechtstreeks                                                   | Tandwielen                              | Tandwielen                        | Tandwielen                        |                  |                  |
| Koppeling              | Meervoudige natte platenkoppeling                | Meervoudige natte platenkoppeling                | Meervoudige natte platenkoppeling                | Meervoudige natte platenkoppeling    | Meervoudige natte platenkoppeling                | Meervoudige natte platenkoppeling                        | Meervoudige natte platenkoppeling         | Meervoudige natte platenkoppeling       | Meervoudige natte platenkoppeling       | Meervoudige natte platenkoppeling       | Enkelvoudige droge plaatkoppeling                              | Meervoudige natte platenkoppeling       | Meervoudige natte platenkoppeling | Meervoudige natte platenkoppeling |                  |                  |
| Versnellingen          | 3 Handgeschakeld                                 | 3 Handgeschakeld                                 | 3 Handgeschakeld                                 | 3 Voetgeschakeld                     | 4 of 3 met 1 achteruit Hand- of voetschakeling   | 3 vooruit en 1 achteruit Handgeschakeld                  | 6 vooruit en 2 achteruit Handgeschakeld   | 5 vooruit en 1 achteruit handgeschakeld | 5 vooruit en 1 achteruit handgeschakeld | 4 vooruit en 1 achteruit handgeschakeld | 6 vooruit en 1 achteruit handgeschakeld                        | 3 vooruit en 1 achteruit handgeschakeld | 3 Handgeschakeld                  | 3 Handgeschakeld                  | 3 Handgeschakeld | 3 Handgeschakeld |
| Secundaire aandrijving | Ketting                                          | Ketting                                          | Ketting                                          | Ketting                              | Ketting met differentieel                        | Ketting met differentieel                                | Ketting met differentieel en eindreductie | Cardan                                  | Cardan                                  | Cardan                                  | Cardan                                                         | Rechtstreeks                            | Ketting                           | Cardan                            |                  |                  |
| frame                  | Dubbel wiegframe                                 | Dubbel wiegframe                                 | Dubbel wiegframe                                 | Dubbel wiegframe                     | Dubbel wiegframe                                 | Dubbel wiegframe                                         | Dubbel wiegframe                          | Dubbel wiegframe                        | Centrale kokerbalk                      | Centrale kokerbalk                      | Chassis (buizen en plaatstaal)                                 | Chassis (plaatstaal)                    | Centrale buis                     | Centrale buis                     |                  |                  |
| Wielbasis              | 1880 mm                                          | 1880 mm                                          | 1815 mm                                          | Onbekend                             | Onbekend                                         | 2300 mm                                                  | Onbekend                                  | Variërend                               | Onbekend                                | 1850 mm                                 | 2030-2050 mm                                                   | 1640 mm                                 | 1680 mm                           | 1520 mm                           |                  |                  |
| Spoorbreedte           | 1250 mm                                          | 1250 mm                                          | 1090 mm                                          | Onbekend                             | Onbekend                                         | 1300 mm                                                  | Onbekend                                  | 1300 mm                                 | Onbekend                                | 1130 mm                                 | 850-1300 mm                                                    | 1000 mm                                 | 920 mm                            | 890 mm                            |                  |                  |
| Vering vóór            | Girder                                           | Girder                                           | Girder met frictiedempers                        | Girder met frictiedempers            | Girder met frictiedempers                        | Girder met frictiedempers                                | Girder met frictiedempers                 | Girder met frictiedempers               | Plaatstalen vork zonder vering          | Telescoopvork                           | Enkelzijdige telescoopvork                                     | Schommelvoorvork                        | Telescoopvork                     | Telescoopvork                     |                  |                  |
| Vering achter          | Bladveren                                        | Bladveren                                        | Bladveren                                        | Bladveren                            | Bladveren                                        | Bladveren                                                | Bladveren                                 | Bladveren                               | Star                                    | Bladveren                               | Dubbele swingarm met rubbervering                              | Hydraulische schokdempers               | Bladveren                         | Bladveren                         |                  |                  |
| Wielen                 | spaakwielen 19" × 3,00                           | spaakwielen 19" × 3,00                           | spaakwielen 19" × 3,00                           | Vóór 19" × 2,25, achter onbekend     | Spaakwiel vóór 19" × 2,50, achter schijfwielen   | Spaakwiel vóór 19" × 3,00 schijfwielen achter 15" × 3,50 | Onbekend                                  | Variërend                               | Schijfwielen                            | Vóór 14 × 2,50, achter 15 × 2,27        | Schijfwielen 15" × 4,50                                        | 8" × 2,45                               | 12" × 2,25                        | 8" × 2,50                         |                  |                  |
| Banden                 | Vóór 19" × 3,50, achter 19" × 4.00               | Vóór 19" × 3,50, achter 19" × 4.00               | 19" × 3,50                                       | Vóór 19" × 3,00, achter onbekend     | Vóór 19" × 3,25, achter onbekend                 | 19" × 3,50 Vóór 15" × 5,50 achter                        | Onbekend                                  | Variërend                               | Vóór 17" × 7,00 Achter 18" × 9,75       | Vóór 14" × 3,25, achter 15" × 4,25      | 15" × 6,00 (Rupsbandmontage achter mogelijk)                   | 8" × 4,00                               | 12"× 3,00                         | 8" × 3,50                         |                  |                  |
| Rem(men)               | Trommelrem vóór, remband achter                  | Trommelrem vóór, remband achter                  | Trommelrem vóór, remband achter                  | Trommelrem vóór, remband achter      | Trommelrem vóór, remband achter                  | Trommelremmen vóór en achter                             | Trommelremmen vóór en achter              | Trommelremmen vóór en achter            | Trommelremmen vóór en achter            | Trommelremmen vóór en achter            | Achter hydraulische trommelremmen, vóór mechanische trommelrem | Hydraulische trommelremmen              | Trommelremmen                     | Trommelremmen                     |                  |                  |
| Gewicht                | 322 kg                                           | 322 kg                                           | 388 kg                                           | Onbekend                             | Onbekend                                         | 480 kg                                                   | Onbekend                                  | 670 kg                                  | 1.350 kg                                | 265 kg                                  | 1.000 kg                                                       | 200 kg                                  | 155 kg                            | 155 kg                            |                  |                  |
| Laadvermogen           | 350 kg                                           | 350 kg                                           | 350 kg                                           | Onbekend                             | 800 kg                                           | 1.000 kg                                                 | > 1.000 kg                                | 1.500 kg                                | 3.700 kg                                | 350 - 590 kg                            | 570 kg                                                         | 250 kg                                  | 200 kg                            | 200 kg                            |                  |                  |
| Tankinhoud             | 11 Liter                                         | 11 Liter                                         | 18 Liter                                         | 10 Liter                             | Onbekend                                         | 16 Liter                                                 | 16 Liter                                  | 16,5 Liter zonder extra tank            | 53 Liter                                | 12 Liter                                | 53 Liter                                                       | 12,5 Liter                              | 5,5 Liter                         | 6 Liter                           |                  |                  |
| Voorganger             | Geen                                             | Typo 107                                         | Motocarro Sport 14                               | Geen                                 | Mototriciclo 32                                  | Motocarro S                                              | ER                                        | Typo U                                  | Geen                                    | Geen                                    | Geen                                                           | Geen                                    | Aiace                             | Dingotre                          |                  |                  |
| Opvolger               | Motocarro Sport 14                               | Mototriciclo 32                                  | Motocarro S en ER                                | Geen                                 | ER                                               | Typo U                                                   | Ercole                                    | Geen                                    | Geen                                    | Geen                                    | Geen                                                           | Dingotre                                | Furghino                          | Geen                              |                  |                  |